# Stephen Warnock
Stephen Warnock, född den 12 december 1981 i Ormskirk, England, är en engelsk före detta professionell fotbollsspelare som spelat för Derby County i Championship samt tidigare för bland annat Aston Villa i Premier League. Han var vänsterback men spelade även till vänster på mittfältet.

## Klubbkarriär

### Liverpool
Warnock fick sin fotbollsutbildning på Liverpools ungdomsakademi och lånades ut till Bradford City säsongen 2002–2003 och Coventry City säsongen 2003–2004 innan han debuterade för Liverpool mot österrikiska Grazer AK 2004 i en kvalmatch till Champions League. Innan debuten i Liverpool hade han hunnit med att bryta benet två gånger. Under det säsongslånga lånet i Coventry imponerade han stort och blev utsedd till säsongens bästa spelare av Coventrysupportrarna.
Warnock gjorde sitt första och enda mål för Liverpool mot Fulham den 15 mars 2006 när Liverpool vann med 5–1. Han användes av tränaren Rafael Benitez främst som backup till norrmannen John Arne Riise och gjorde totalt 67 matcher och ett mål i A-laget.

### Blackburn Rovers
Media hade spekulerat i att en bytesaffär mellan Blackburn och Liverpool där Blackburns kapten Lucas Neill och Warnock skulle byta lag både sommaren 2006 och vintern 2007. Bytesaffären blev aldrig av då Neill valde att gå till West Ham som erbjöd honom en dubbelt så hög lön som Liverpool, men Warnock såldes ändå till Blackburn den 22 januari 2007 för 1,5 miljoner pund. Han debuterade för klubben i FA-cupens fjärde omgång i en 4–0-seger mot Luton Town.
Den 31 januari 2007 gjorde han ligadebut för Blackburn i en match mot Chelsea. Han blev utvisad efter att ha fått två gula kort i 2–1-vinsten mot Sheffield United den 3 februari samma år. Warnock gjorde sitt första mål för Blackburn när man besegrade Portsmouth med 3–0 den 25 februari 2007. Efter säsongen 2007–2008 fick Warnock motta klubbens pris "Unsung Hero Award" vid den årliga prisutdelningen.
När Blackburns tränare Mark Hughes lämnade klubben för att ta över efter Sven Göran Eriksson i Manchester City sommaren 2008 spekulerades det i att Warnock var på väg bort från klubben men efter att Paul Ince skrivit på som Blackburns nya tränare meddelade Warnock att han såg sin framtid i Blackburn.

### Aston Villa
Den 27 augusti 2009 meddelade Aston Villa att man hade värvat Warnock från Blackburn. Under sin första säsong i klubben spelade Warnock 30 ligamatcher.

### Leeds Unied
Den 31 januari 2013 köptes han av Leeds United. Han gör sin debut för klubben den 9 februari 2013 i ligamatchen mot Wolverhampton.

## Landslagskarriär
Trots att han gjort relativt få matcher i Liverpools A-lag blev Warnock uppkallad till Englands landslagstrupp för första gången den 29 augusti 2005 av Sven Göran Eriksson. I maj 2008 blev han på nytt utnämnd i landslagstruppen som skulle möta USA och Trinidad och Tobago. Han gjorde landslagsdebut i matchen mot Trinidad och Tobago den 1 juni efter att ha bytt av Wayne Bridge i matchens 85:e minut.
Den 1 juni 2010 blev Warnock uttagen till Englands 23-mannatrupp till VM 2010 av Fabio Capello.

## Meriter
- 2005–2006 UEFA Super Cup
- 2005–2006 FA Cupen